# Arnau Martínez
Arnau Martínez López (Premiá de Dalt, Barcelona, España, 25 de abril de 2003) es un futbolista español que juega como defensa en el Girona F. C. de la Primera División de España.

## Trayectoria
Se formó en la cantera del FC Barcelona (2010-2016) y Centre d'Esports L'Hospitalet (2016-2018).
En el año 2018 ficha por las categorías inferiores del Girona Fútbol Club.
El 17 de diciembre de 2020 hizo su debut profesional entrando como suplente por Enric Franquesa en el minuto 60 en la eliminatoria de la Copa del Rey de fútbol 2019-20 en una victoria fuera de casa por 0-2 contra la Gimnástica Segoviana.

El 9 de mayo de 2021 marcó su primer tanto como profesional frente a la UD Logroñés en el minuto 14 de la primera parte.
El 19 de junio de 2022 con su gol en la Promoción Primera División 2021-22 ante la final contra el Club Deportivo Tenerife consigue certificar el ascenso del Girona FC con 1-3 en el marcador regresando al club a la Liga Santander.

## Selección nacional
Es convocado por la selección española sub-19 para jugar dos partidos amistosos ante México, los días 3 y 5 de septiembre de 2021.

Debutó el día 3 de septiembre de 2021 jugando los últimos 19 minutos.
Al 2022 fue convocado con la sub-21.

## Estadísticas

### Clubes
Actualizado al último partido disputado el 5 de noviembre de 2024.
| Club                      | Div.          | Temporada     | Liga  | Liga  | Liga   | Copas nacionales | Copas nacionales | Copas nacionales | Copas internacionales | Copas internacionales | Copas internacionales | Total | Total | Total  |
| Club                      | Div.          | Temporada     | Part. | Goles | Asist. | Part.            | Goles            | Asist.           | Part.                 | Goles                 | Asist.                | Part. | Goles | Asist. |
| ------------------------- | ------------- | ------------- | ----- | ----- | ------ | ---------------- | ---------------- | ---------------- | --------------------- | --------------------- | --------------------- | ----- | ----- | ------ |
| Girona F. C. "B" · España | 3.ª           | 2020-21       | 7     | 1     | 0      | ―                | ―                | ―                | ―                     | ―                     | ―                     | 7     | 1     | 0      |
| Girona F. C. "B" · España | Total club    | Total club    | 7     | 1     | 0      | 0                | 0                | 0                | 0                     | 0                     | 0                     | 7     | 1     | 0      |
| Girona F. C. · España     | 2.ª           | 2020-21       | 16    | 1     | 2      | 4                | 0                | 0                | ―                     | ―                     | ―                     | 20    | 1     | 2      |
| Girona F. C. · España     | 2.ª           | 2021-22       | 40    | 2     | 5      | 2                | 0                | 0                | ―                     | ―                     | ―                     | 42    | 2     | 5      |
| Girona F. C. · España     | 1.ª           | 2022-23       | 33    | 3     | 4      | 2                | 0                | 0                | ―                     | ―                     | ―                     | 35    | 3     | 4      |
| Girona F. C. · España     | 1.ª           | 2023-24       | 21    | 0     | 2      | 5                | 0                | 1                | —                     | —                     | —                     | 26    | 0     | 3      |
| Girona F. C. · España     | 1.ª           | 2024-25       | 9     | 1     | 1      | 1                | 1                | 1                | 4                     | 0                     | 0                     | 14    | 2     | 2      |
| Girona F. C. · España     | Total club    | Total club    | 119   | 7     | 14     | 14               | 1                | 2                | 4                     | 0                     | 0                     | 137   | 8     | 16     |
| Total carrera             | Total carrera | Total carrera | 126   | 8     | 14     | 14               | 1                | 2                | 4                     | 0                     | 0                     | 144   | 9     | 16     |